# Okres Prievidza
Okres Prievidza je jedním z okresů Slovenska. Leží v Trenčínském kraji, v jeho jihovýchodní části. Na severu hraničí s okresem Ilava, Žilina a Martin, na jihu s okresem Partizánské, Žarnovica a s Žiar nad Hronom. Dalšími sousedy jsou ještě okresy Bánovce nad Bebravou a Trenčín na západě a Turčianske Teplice na východě.